# Chiesa dell'Invenzione della Santa Croce (Dubá)
La  chiesa dell'Invenzione della Santa Croce  (in ceco Kostel Nalezení svatého Kříže) è la parrocchiale che si trova nella zona di nové město di Dubá, comune del Distretto di Česká Lípa, nella Regione di Liberec, Repubblica Ceca. La parrocchia appartiene alla diocesi di Litoměřice, suffraganea dell'arcidiocesi di Praga. La sua costruzione risale al XVIII secolo e viene considerata un monumento culturale nazionale.

## Storia

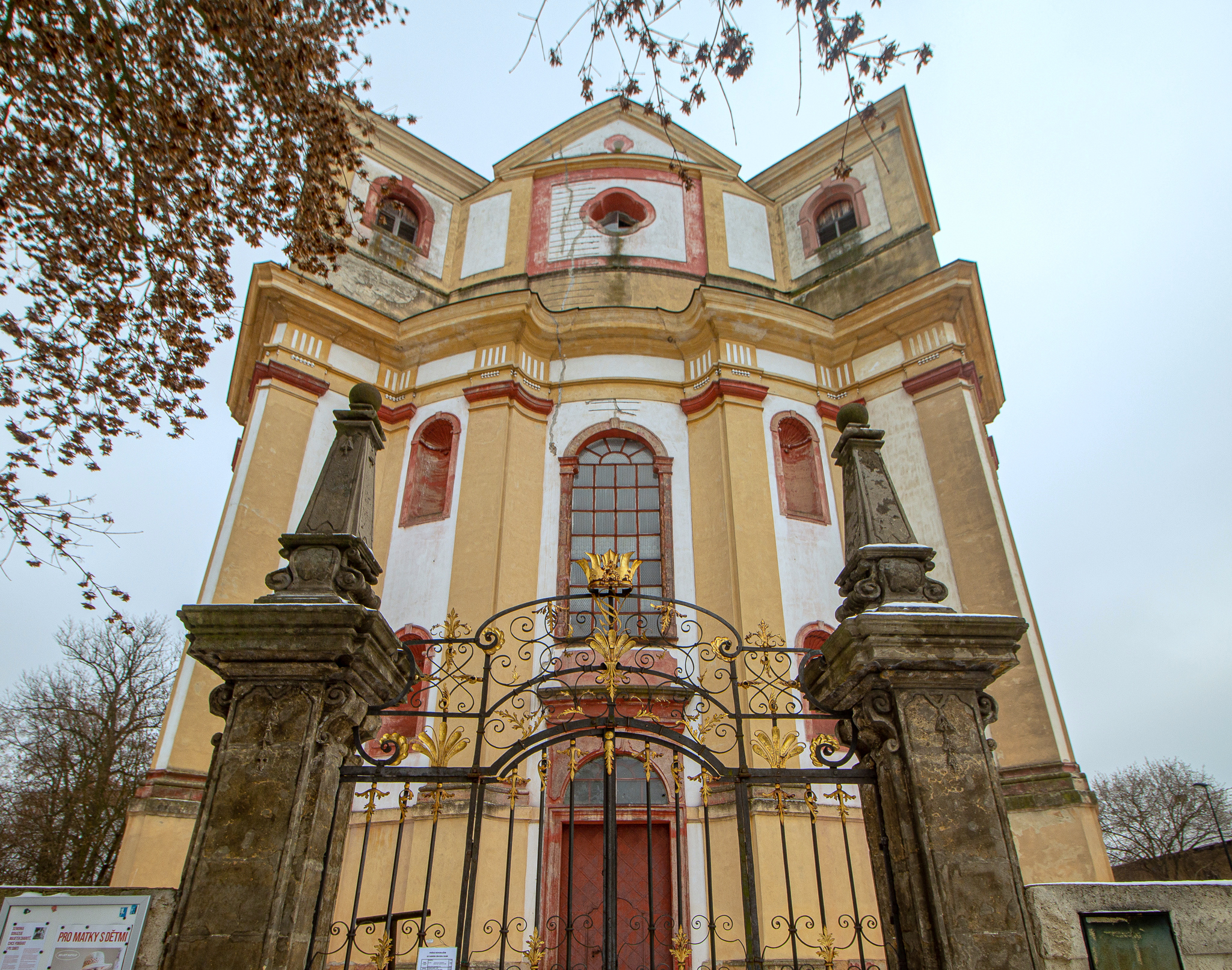
Facciata barocca della chiesa

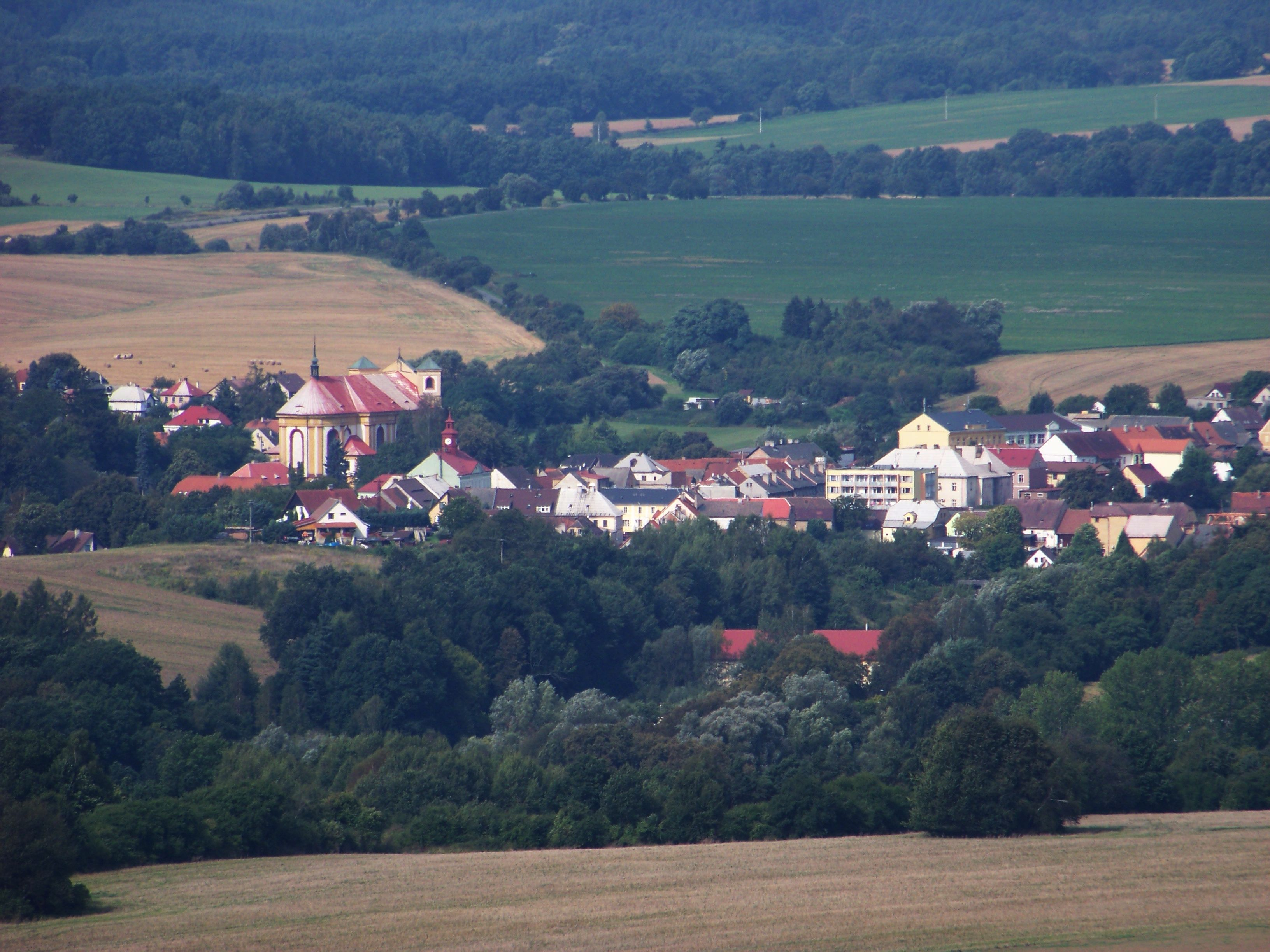
Mole della chiesa dell'Invenzione della Santa Croce nell'abitato di Dubá

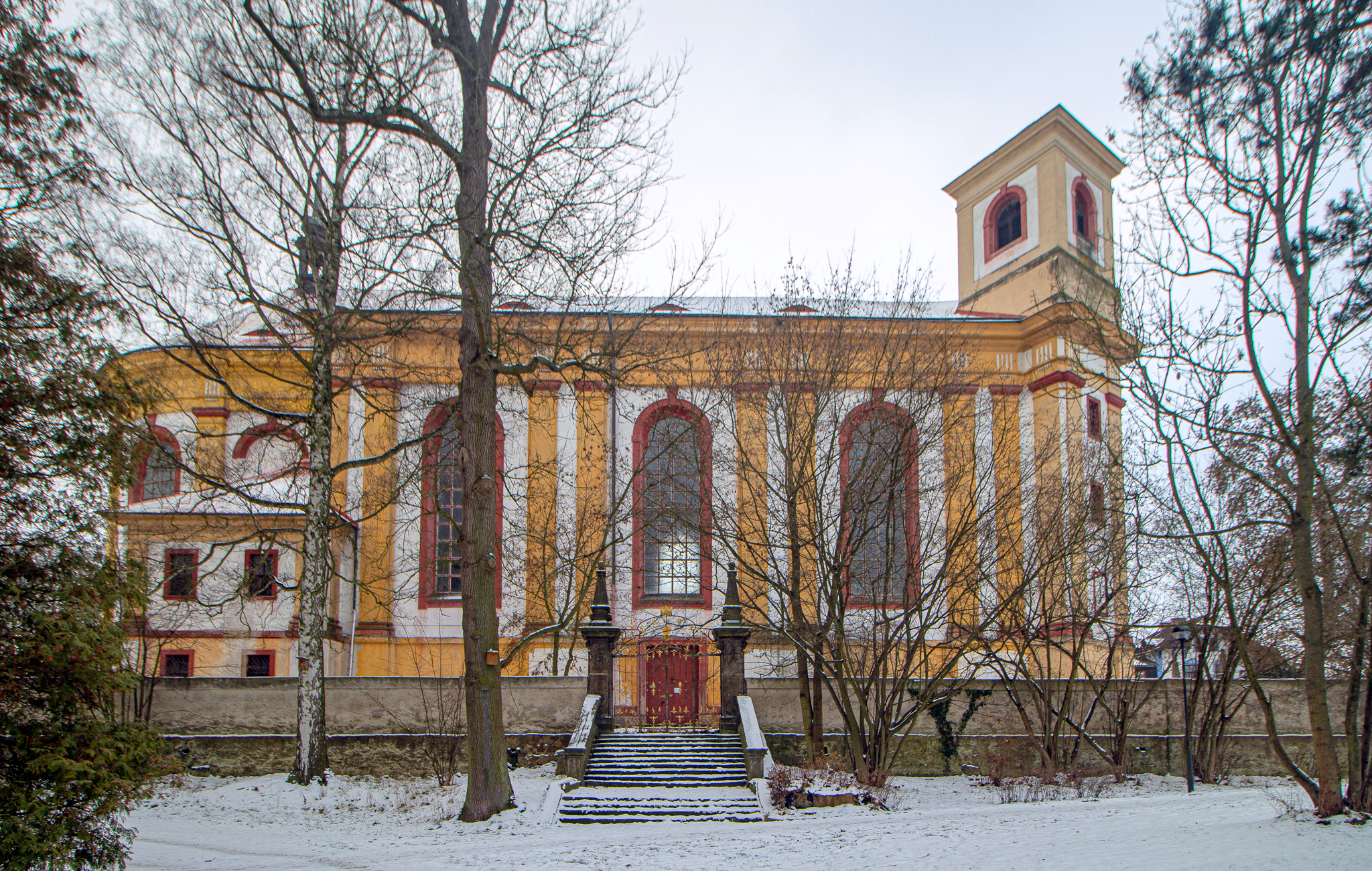
Facciata laterale sinistra, con ingresso secondario

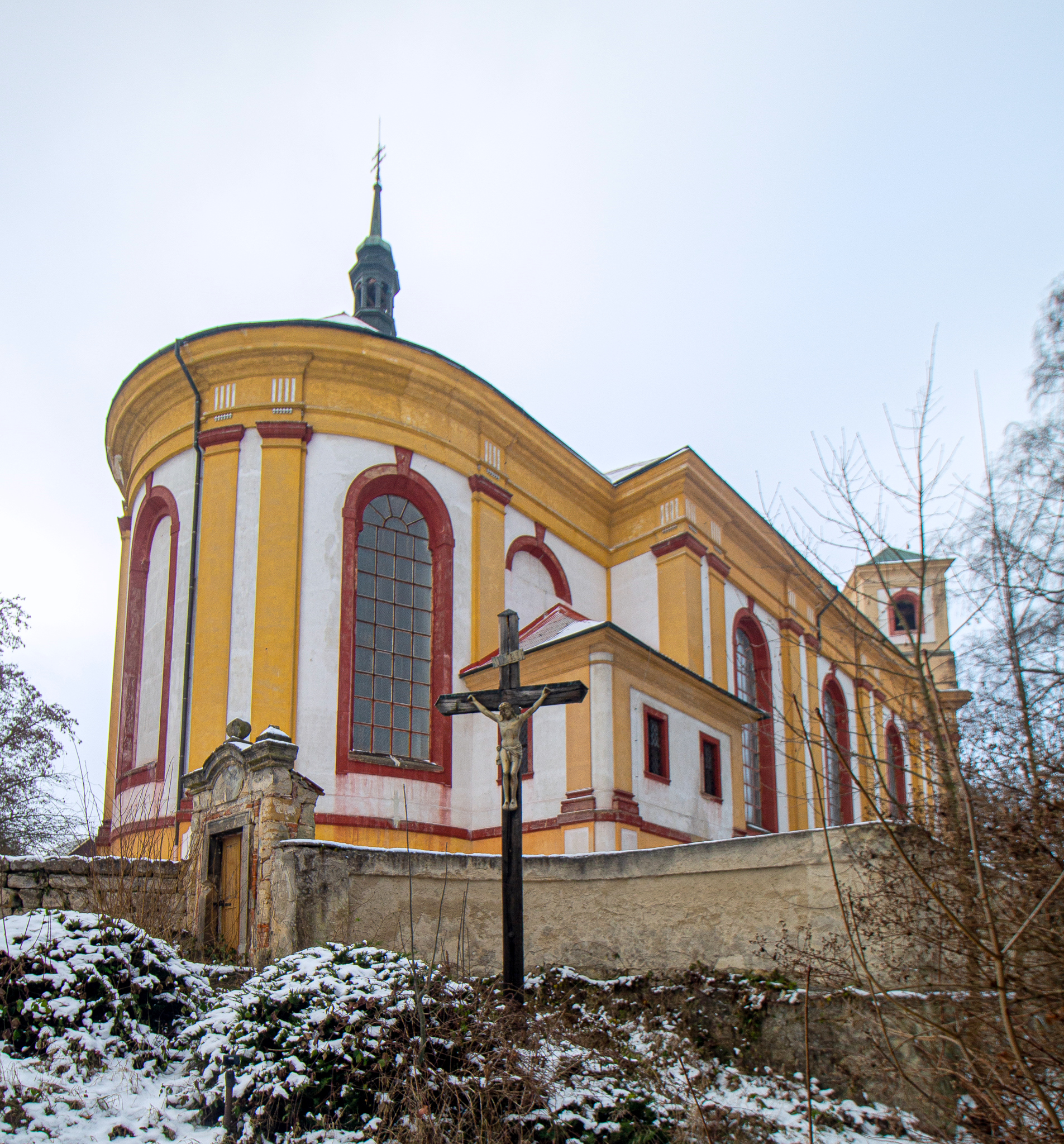
Parte absidale

La chiesa parrocchiale più antica di Dubá era dedicata ai Santissimi Apostoli Pietro e Paolo e si trovava sul sito poi occupato dal cimitero posto in via Českolipská. La seconda chiesa fu costruita prima del 1408, si trovava presso il laghetto ed era originariamente dedicata a Santa Katerina. Fu distrutta dalle fiamme nel 1792 poi ricostruita e ampliata nel 1722 con la nuova dedicazione alla Vergine Maria Assunta e vi furono sepolti i signori di Berk e Butler. Nel 1792 questa chiesa e il cimitero attorno ad essa furono soppressi per le disposizioni dell'imperatore Giuseppe II d'Asburgo-Lorena. Di quella struttura si salvò solo il dipinto dell'altare maggiore raffigurante l'Assunzione della Vergine Maria, dipinto nel 1729 da Richter che poi venne collocato nella nuova chiesa sopra l'altare mariano. Il nuovo edificio, che ci è pervenuto, venne edificato in epoca tardo barocca, negli anni tra il 1744 e il 1760, per volontà ed a spese del conte František Karl Rudolf Swéerts-Sporck, mentre era il signore locale e possedeva il castello di Nový Berštejn. Il suo progetto venne affidato con una certa probabilità all'architetto Anselmo Lurago. Durante un incendio scoppiato nel 1845 subì alcuni danni che vennero restaurati. La chiesa venne danneggiata nuovamente durante i bombardamenti alla fine della seconda guerra mondiale, nel 1945. Fu oggetto di un importante ciclo di restauri negli anni tra il 1985 e il 1991.

## Descrizione

### Esterni
La chiesa dell'Invenzione della Santa Croce si trova nell'abitato di Dubá, comune della Regione di Liberec in Repubblica Ceca. Si tratta della struttura architettonica dominante della cittadina e, con i suoi 50 metri di lunghezza e più di 20 metri di altezza, è una delle chiese più grandi come dimensioni della diocesi di Litoměřice. La sua facciata barocca è caratterizzata dalle due grandi torri campanaria che si trovano ai suoi lati. Il portale di accesso principale è sormontato in asse dalla grane finestra dal contorno parzialmente curvilineo che porta luce alla sala. Attorno alla chiesa si trovava il cimitero della comunità ed il complesso è circondato da un muro barocco con porte e cancelli in ferro.

### Interni
La navata interna è unica e conserva importanti opere di pregio. Si conservano dipinti di Palk e Richter e intagli lignei di Adamk e Chládk. I due altari laterali e il pulpito sono opera di František Adámek, mentre l'altare maggiore è attribuito allo scultore rococò Jan Chládek. Le pale sull'altare maggiore e sugli altari laterali raffiguranti San Giovanni Nepomuceno e la Vergine Maria Addolorata furono dipinti nel 1755 da un pittore sconosciuto che firmò solo la cifra F.B. sul retro dei dipinti. Le tavole della Via Crucis, donati da Antonín Ungermann, risalgono al 1810. Le immagini raffiguranti l'Immacolata Concezione della Vergine Maria, Sant'Aloisio e Gesù Cristo sul monte degli Ulivi sono attribuiti a Steffen di Česká Lípa e risalgono al 1869. Nel 1788 venne ampliato l'organo, la cui cassa si è conservata nella sua forma originale, ma nel 1894 la vecchia macchina fu sostituita con una nuova, prodotta dalla ditta Rejna e Černý di Praga. Prima del 1896 fu costruito un nuovo altare mariano di fronte al pulpito. La statua raffigurabte il Divino Cuore del Signore sull'altare dedicato alla Madonna Addolorata è stata realizzata nella scuola d'arte di Monaco nel 1926. Gli arredi interni rococò sono opera di p. Adamka e J. Chládek.

### Monumento nazionale culturale della Repubblica Ceca
La tutela dei monumenti della Repubblica Ceca considera la chiesa dell'Invenzione della Santa Croce a Dubá un monumento culturale nazionale tutelato col numero di catalogo 1000134593. Oggetto di tutela sono la chiesa e il terreno che la circonda.